# 印度尼西亚国际车展
印度尼西亚国际车展（英語：Indonesia International Motor Show）是印度尼西亚首都雅加达举行的汽车展览，主办方是印度尼西亚汽车工业协会，每年夏天7月份举行。该车展主要场地是在雅加达会议中心。首次举办是在1986年，2006年更名。
该车展年平均吸引100万人次的游客，300种品牌，400名记者，是东南亚规模最大的车展，2006年的车展总销售额是1.005万亿卢比，人数比2005年增加了3%。
该车展的主要目的是为了提高印度尼西亚汽车工业的国际地位，创新产业，拉动印度尼西亚经济增长。

## 届次
- 20回，2012年9月20日到9月30日，场地是印度尼西亚国际展示场。
- 19回，2011年7月22日到7月31日，场地是印度尼西亚国际展示场。